# Горчакова, Наталья Викторовна
Ната́лья Ви́кторовна Горчако́ва (в девичестве Медве́дева; род. 17 апреля 1983) — российская легкоатлетка, специалистка по стипльчезу, бегу на средние и длинные дистанции. Выступала на профессиональном уровне в 2004—2017 годах, чемпионка России по бегу на 5000 метров в помещении, обладательница бронзовой медали Всемирной Универсиады в Белграде, победительница и призёрка первенств всероссийского значения, участница ряда крупных международных стартов, в том числе чемпионата мира в Москве и чемпионата Европы в Хельсинки. Представляла Москву, Свердловскую, Московскую и Челябинскую области. Мастер спорта России международного класса.

## Биография
Наталья Медведева родилась 17 апреля 1983 года. Уроженка города Асбеста Свердловской области. Окончила факультет физической культуры Уральского государственного технического университета — УПИ имени первого президента России Б. Н. Ельцина (2009).
Занималась лёгкой атлетикой под руководством тренеров С. Н. Гуреева, В. А. Божко, Ю. С. Куканова, В. В. Штырц.
Впервые заявила о себе в сезоне 2004 года, выступив в беге на 800 и 1500 метров на молодёжном всероссийском первенстве в Чебоксарах.
В 2008 году выиграла бронзовую медаль в беге на 5000 метров на зимнем чемпионате России в Москве.
В 2009 году в 5000-метровой дисциплине одержала победу на зимнем чемпионате России в Москве. Попав в состав российской сборной, выступила на командном чемпионате Европы в Лейрии, где заняла четвёртое место в беге на 5000 метров. Будучи студенткой, представляла страну на Всемирной Универсиаде в Белграде — здесь с результатом 15:49.60 завоевала бронзовую награду.
В 2010 году на зимнем чемпионате России в Москве стала бронзовой призёркой на дистанции 5000 метров (позднее в связи с дисквалификацией победительницы Елизаветы Гречишниковой поднялась на вторую позицию). На летнем чемпионате России в Саранске взяла бронзу в беге на 3000 метров с препятствиями.
В 2011 году уже под фамилией Горчакова выиграла серебряную медаль в беге на 5000 метров на зимнем чемпионате России в Москве.
На чемпионате России 2012 года в Чебоксарах в стипльчезе была четвёртой (после дисквалификации Юлии Зариповой — третья). Принимала участие в чемпионате Европы в Хельсинки, где в той же дисциплине стала шестой.
В 2013 году на зимнем чемпионате России в Москве завоевала бронзовую награду в беге на 5000 метров, тогда как на летнем чемпионате России в Москве получила серебро в беге на 3000 метров с препятствиями. Благодаря череде удачных выступлений удостоилась права защищать честь страны на домашнем чемпионате мира в Москве — в финале стипльчеза показала результат 9:38.57, расположившись в итоговом протоколе соревнований на 12-й строке.
В 2014 году была шестой на зимнем чемпионате России в Москве и седьмой на летнем чемпионате России в Казани.
В 2016 году выиграла бронзовую медаль в стипльчезе на Мемориале братьев Знаменских в Жуковском, в беге на 10 000 метров финишировала девятой на чемпионате России в Чебоксарах.
Завершила спортивную карьеру по окончании сезона 2017 года.
За выдающиеся спортивные достижения удостоена почётного звания «Мастер спорта России международного класса».